# Любшис, Виргиниюс
Вирги́ниюс Лю́бшис (лит. Virginijus Liubšys; 12 мая 1958, Паневежис) — советский и литовский футболист, литовский футбольный тренер.

## Карьера
Свою карьеру футболиста Виргиниюс Любшис провёл в паневежском «Экранасе» и клайпедском «Атлантасе». В 1989 году он возглавил «Экранас», которым руководил вплоть до конца 2006 года, а затем он год занимал должность спортивного директора.
В декабре 2012 года Виргиниюс Любшис был назначен на пост главного тренера рижской «Даугавы».

## Достижения

### Как игрок
- Чемпион Литовской ССР (1): 1985.
- Серебряный призёр чемпионата Литовской ССР: 1984.
- Бронзовый призёр чемпионата Латвийской ССР: 1988.
- Обладатель Кубка Литвы (1): 1985.

### Как тренер
- Серебряный призёр чемпионата Литовской ССР: 1989, 1990.
- Бронзовый призёр чемпионата Прибалтики: 1990.
- Чемпион Литвы (2): 1993, 2005.
- Серебряный призёр чемпионата Литвы: 2003, 2004, 2006, 2009.
- Бронзовый призёр чемпионата Литвы: 1994, 1998, 2002, 2008, 2011.
- Обладатель Кубка Литвы (2): 1998, 2000.
- Финалист Кубка Литвы: 1994, 2003, 2006, 2008, 2010.
- Обладатель Суперкубка Литвы (2): 1998, 2006.